# Polyrhachis phryne
Polyrhachis phryne är en myrart som beskrevs av Auguste-Henri Forel 1907. Polyrhachis phryne ingår i släktet Polyrhachis och familjen myror. Inga underarter finns listade i Catalogue of Life.